# Episodi di iCarly (serie televisiva 2021) (seconda stagione)
La seconda stagione della serie televisiva iCarly, composta da dieci episodi, è stata pubblicata negli Stati Uniti sul servizio di streaming on demand Paramount+ dall'8 aprile al 3 giugno 2022.
In Italia la stagione è stata pubblicata sempre su Paramount+ il 15 settembre 2022.
| nº | Titolo originale                       | Titolo italiano                | Pubblicazione USA | Pubblicazione Italia |
| -- | -------------------------------------- | ------------------------------ | ----------------- | -------------------- |
| 1  | iGuess Everyone Just Hates Me Now      | Adesso tutti mi odiano         | 8 aprile 2022     | 15 settembre 2022    |
| 2  | iObject, Lewbert!                      | Sline contro Shay              | 8 aprile 2022     | 15 settembre 2022    |
| 3  | i'M Wild and Crazy                     | Folle e trasgressiva           | 15 aprile 2022    | 15 settembre 2022    |
| 4  | iHire a New Assistant                  | Il nuovo assistente            | 22 aprile 2022    | 15 settembre 2022    |
| 5  | iCupid                                 | Operazione Cupido              | 29 aprile 2022    | 15 settembre 2022    |
| 6  | iBuild A Team                          | Team Building                  | 6 maggio 2022     | 15 settembre 2022    |
| 7  | iDragged Him                           | Diplomazia                     | 13 maggio 2022    | 15 settembre 2022    |
| 8  | i'M a USA Bae                          | La bambola                     | 20 maggio 2022    | 15 settembre 2022    |
| 9  | iHit Something                         | Lo scherzo                     | 27 maggio 2022    | 15 settembre 2022    |
| 10 | iThrow A Flawless Murder Mystery Party | Una festa perfetta con delitto | 3 giugno 2022     | 15 settembre 2022    |

## Adesso tutti mi odiano
- Titolo originale: iGuess Everyone Just Hates Me Now
- Diretto da: Phill Lewis
- Scritto da: Ali Schouten

### Trama
Dopo gli eventi dell'episodio precedente, Carly ha scaricato sia Beau che Wes, che hanno entrambi avviato uno show insieme. Internet inizia a odiare Carly dopo che Beau e Wes la chiamano la "Regina di Ghiaccio". Dopo che un'intervista con loro sul suo canale diventa imbarazzante, Carly finge di avere una relazione con Freddie, che regge il gioco. Di conseguenza, i fan li seguono in giro, anche se Freddie si innamora presto di una terapista per animali, Pearl. Nel frattempo, Spencer organizza una festa di lancio per l'app per la terapia dei cani di Freddie e Harper cerca di prendersi cura del cane di Double Dutch, Kevin.

## Sline contro Shay
- Titolo originale: iObject, Lewbert!
- Diretto da: Phill Lewis
- Scritto da: Danny Fernandez

### Trama
Carly, Freddie e Spencer vengono convocati in tribunale dal loro ex portiere Lewbert Sline, per le ferite riportate nel web show originale di Carly. Lewbert porta in tribunale anche Guppy, il fratello minore di Gibby, e l'arcinemico di Spencer, Chuck Chambers, per far sembrare colpevoli Carly e Freddie ma alla fine Carly scopre che Lewbert ha falsificato il caso per vendicarsi di lei. Nel frattempo, Millicent cerca di legare con Harper.

## Folle e trasgressiva
- Titolo originale: i'M Wild and Crazy
- Diretto da: Melissa Joan Heart
- Scritto da: Jonathan Fener

### Trama
Dopo una partita a "Non ho mai", Carly teme che la sua vita sia noiosa e organizza una serata fuori con Harper. Nel frattempo, Spencer trova a Freddie un ufficio per la sua app nella vecchia sede del Groovy Smoothie.

## Il nuovo assistente
- Titolo originale: iHire a New Assistant
- Diretto da: Phill Lewis
- Scritto da: Heather Flanders

### Trama
Carly decide di assumere suo nonno come suo assistente per passare del tempo con lui, ma si ritrova lei ad essere la sua assistente. Nel frattempo, Harper è inorridita quando si rende conto che lei e Freddie sono una coppia perfetta a causa del suo tema natale.

## Operazione Cupido
- Titolo originale: iCupid
- Diretto da: Anthony Rich
- Scritto da: Eliot Glazer

### Trama
Dopo essersi sentita in colpa per aver sospeso la vita personale di Spencer che l'ha dovuta crescere, Carly decide di assumere l'organizzatrice di incontri televisiva McKenna per trovare una coppia perfetta per suo fratello. Tuttavia, Spencer finisce per innamorarsi di McKenna, che non è convinta che Spencer sia il suo tipo. Nel frattempo, mentre la relazione di Freddie con Pearl diventa più seria, Pearl cerca di mettere una certa distanza tra lui e sua madre e decide di trasferirsi.

## Team Building
- Titolo originale: iBuild A Team
- Diretto da: Nathan Kress
- Scritto da: Michael Hobert

### Trama
Carly assume un regista di nome Paul, che ha incontrato in Italia, per aiutare a migliorare il suo canale. Tuttavia, Freddie e Paul non vanno molto d'accordo, il che fa sì che Carly li porti in una escape room per cercare di risolvere le loro divergenze. Nel frattempo, Spencer cerca di impressionare un duro critico gastronomico con il suo nuovo ristorante.

## Diplomazia
- Titolo originale: iDragged Him
- Diretto da: Melissa Joan Heart
- Scritto da: Kate Stayman-London

### Trama
Carly e Spencer hanno l'opportunità di fare un'audizione per un reality show di avventura insieme, ma Spencer diventa troppo competitivo e quindi crea tensione tra i fratelli. Nel frattempo, Harper modella un gruppo di drag queen mentre Freddie aiuta Millicent con il suo torneo del Model UN.
- Guest star: Rosé (Kimmy Kimmy Moore), Scarlet Envy (Lana Del Slay), Monique Heart (Auntie Histamine), Kandy Muse (Cruella Intentions), Maximilian Lee Plazza (Henry Von Biedermeyer), Romel De Silva (Raoul), Emma Fassler (Tia), Valentina Lucido (Carly da bambina), Sebastian Cabanas (Spencer da ragazzo), Houston Jax Towe (Freddie da bambino), Abby Trott (voce del GPS)

## La bambola
- Titolo originale: i'M a USA Bae
- Diretto da: Morenika Joele Evans
- Scritto da: Clay Lapari

### Trama
Carly è entusiasta quando viene scelta per essere disegnata per una famosa marca di bambole. Tuttavia, quando la compagnia ritrae una brutta immagine di lei, inizia a chiedersi quale immagine dovrebbe dare ai suoi fan. Nel frattempo, Harper viene attratta dal proprietario del negozio di bambole e Freddie inizia a pensare che lui e Pearl abbiano problemi con la loro relazione.

## Lo scherzo
- Titolo originale: iHit Something
- Diretto da: Nathan Kress
- Scritto da: Korama Danquah

### Trama
Sentendosi umiliata dopo essersi innamorata di uno scherzo, Carly contatta un influencer di nome Sunny che può aiutarla a gestire la sua rabbia, ma viene presentata a un fight club clandestino per influencer. Nel frattempo, Freddie e Spencer aiutano Millicent dopo che è stata accoppiata con la sua cotta per un progetto scolastico.

## Una festa perfetta con delitto
- Titolo originale: iThrow A Flawless Murder Mystery Party
- Diretto da: Morenike Joela Evans
- Scritto da: Jacques Mouledoux

### Trama
Il compleanno di Freddie si avvicina e Carly finisce per preparare la maggior parte della festa dopo che Pearl ha rivelato di non sapere molto dei suoi interessi. Durante la festa, tuttavia, iniziano ad emergere indizi che Carly e Freddie potrebbero piacersi, mettendo Pearl a disagio, tanto che alla fine scappa dalla stanza. Nel frattempo, Spencer e Harper cercano di lasciare la festa in anticipo per raggiungere un appuntamento, e Marissa cerca di legare con Millicent, che è distratta dalla sua nuova relazione con Derek.